# Лаврентьев, Михаил Тихонович
Михаил Тихонович Лаврентьев (настоящая фамилия — Ершов) (ноябрь 1834, с. Берёзовка Тамбовская губерния, Российская империя — 30 ноября 1906, Ростов-на-Дону) — один из первых воздухоплавателей Российской империи.

## Биография

Полёт Михаила Тихоновича Лаврентьева. 1874 г.

Родился в семье крепостных крестьян. Тайком научился грамоте. Занимался садоводством, стал кузнецом, после искусным кулинаром. После отмены крепостного права (1861) жил в Харькове. Сначала батрачил, впоследствии открыл харчевню для самых бедных студентов. Занялся организацией буфетов в садах развлечения для публики. Устраивал развлекательные мероприятия с применением фейерверков и иллюминаций.
Под впечатлением от демонстрационных полётов французского аэронавта Бюннеля увлёкся воздухоплаванием. На собственные средства построил воздушный шар (объем 1150 м³), на которой 28 апреля 1874 года впервые в Харькове поднялся в воздух, что стало едва ли не первым в Российской империи полётом аэронавта на аэростате отечественного изготовления. Изготовлен шар был из хлопчатобумажной материи — ланкорда, пропитанного смесью льняного и терпентинного масел с добавкой каучука, растворенного в бензине. Оболочку шара облегала сетка из английского шпагата. Всё, включая тканый пузырь, сшитый на машине, плетеную гондолу, двустворчатый металлический клапан и даже якорь кованый, было изготовлено Лаврентьевым собственноручно или под его присмотром студентами. Они же помогли ему и в расчётах, и раскрое оболочки. Светильный газ, купленный на местном заводике, дал ему подъёмную силу.
О первом удачном полёте Михаила Тихоновича Лаврентьева и утере им шара на другой же день написали все харьковские газеты. Он стал гордостью города. В его пользу поставили спектакли и открыли подписку — собранные средства пошли на постройку другого более мощного аэростата.
На втором воздушном шаре под названием «Харьков» он поднялся в воздух 16 июня того же года. На нём же ещё дважды поднимался в Харькове, 6 раз — в Одессе, Ростове-на-Дону, Таганроге и Москве, достигая высоты 2500 м. Это было не просто увлечение, а жизненная необходимость, ведь Михаил Лаврентьев этим зарабатывал на жизнь своей семье, в которой было пятеро детей.
В 1880-х годах планировал осуществить перелёт из Ростова-на-Дону в Санкт-Петербург, но из-за недостатка средств проект не был реализован. Потеря аэростата не смутила воздухоплавателя — он собирал деньги на новый, который, как и предыдущие, делал собственными руками. Решение о строительстве нового летательного аппарата ускорило приглашение инженера Главного штаба Российской армии полковника Петра Александровича Клиндера, издателя журнала «Воздухоплаватель», для серии испытательных полетов в Санкт-Петербурге в 1881 году. Чтобы заработать деньги на доставку аэростата в столицу, Лаврентьев испросил разрешение у харьковского губернатора на полёт аэростата в Харькове из сада Тиволи на Пасху 1881 года. Финансово ему помогали артисты харьковских театров, земляки, неравнодушные горожане.
После полётов в Петербурге Михаил Лаврентьев работал в курортных городах, а его семья некоторое время ещё жила в Харькове.
В последние годы жизни работал над проектом управляемого летательного аппарата, независимого от направления ветра (дирижабля или самолёта), однако чертежи и рукописи не сохранились.
Умер 30 ноября 1906 года.